# Tjen folket – kommunistisk forbund

Logo von Tjen folket

Stencil mit dem Abbild Mao Zedongs und dem Text „Rebellion ist gerechtfertigt“.

Tjen folket – kommunistisk forbund (TF, deutsch: Dem Volke Dienen – Kommunistischer Bund) ist eine marxistisch-leninistisch-maoistische Organisation aus Norwegen. Sie wurde 1998 durch ehemalige Mitglieder der Arbeidernes kommunistparti (AKP, deutsch: Kommunistische Partei der Arbeiter) zunächst als Tjen folket – ei marxist-leninistisk gruppe (deutsch: Dem Volke Dienen – Marxistisch-Leninistische Gruppe) gegründet. Im März 2009 beschloss die Organisation die Umbenennung. Das Hauptziel der Organisation ist der Kommunismus; dazu hält sie den revolutionären Sturz des Imperialismus zur Errichtung der Diktatur des Proletariats für erforderlich. Zur Erreichung dieses Ziels will sie eine neue, auf den Grundsätzen des Marxismus-Leninismus und der Ideen Mao Zedongs aufbauende, kommunistische Partei schaffen.
Die Jugendorganisation von TF ist die Revolusjonær Kommunistisk Ungdom (RKU, deutsch: Revolutionäre Kommunistische Jugend), gegründet durch eine Abspaltung von der Jugendorganisation der von TF als revisionistisch abgelehnten Partei Rødt (deutsch: Rot), der Rød Ungdom (deutsch: Rote Jugend).
Tjen folket war gemeinsam mit 40 weiteren Parteien und Organisation Gründungsmitglied der International Coordination of Revolutionary Parties and Organizations (ICOR). Im Juni 2013 erklärte die Organisation ihren Austritt aus der ICOR.